# Nowickia pamirica
Nowickia pamirica là một loài ruồi trong họ Tachinidae.